# Alex Turner (muzician)
Alexander David "Alex" Turner (născut pe 6 ianuarie 1986) este un muzician englez, cunoscut ca fiind principalul vocalist, chitarist și compozitor al formației de muzică indie rock Arctic Monkeys. Împreună cu Miles Kane au lansat un album, cunoscuți cu denumirea The Last Shadow Puppets și a lucrat ca artist solo.

## Biografie
Alex Turner este singurul copil al lui Penny și David Turner, care predau limba germană, respectiv muzică la gimnaziile din Sheffield. Acesta a copilărit în suburbia High Green.
A absolvit Liceul Stocksbridge din Sheffield (1997-2002) iar profesorul său de limbă engleză, Steve Baker, își amintea despre el ca fiind „o persoană spontană, puțin diferit de restul, cu o bună impresie și inteligență care îl prind bine. Avea un simț al umor foarte original. Alex nu prea se făcea auzit, însă puteai să realizezi că unele poezii îi plăceau”.
În cea mai mare parte a copilăriei îi asculta rapperi precum Roots Manuva. Ulterior a fost atras de muzica de chitară după ce a ascultat formațiile The Strokes și The Libertines. Părinții lui i-au cumpărat prima chitară de Crăciun în 2001.
După terminarea ciclului secundar superior al liceului de la Barnsley, părinții săi au acceptat cu greu să nu urmeze timp de un an studiile superioare pentru a-și urma ambițiile muzicale. În acest timp, a lucrat ca barman în localul The Boardwalk din Sheffield. A declarat că ar fi urmat cursurile de limbă engleză de la Universitatea din Manchester dacă nu ar fi avut succes cu formația Arctic Monkeys.

## Carieră

### Arctic Monkeys
Formația a semnat contractul de promovare cu casa de discuri Domino Records în 2005. Primul album intitulat Whatever People Say I Am, That's What I'm Not și lansat în 23 ianuarie 2006 a devenit albumul de debut care s-a vândut cel mai rapid în istoria muzicii britanice. Ulterior formația a lansat alte patru albume: Favourite Worst Nightmare (2007), Humbug (2009), Suck It and See (2011), și AM (2013), toate plasându-se pe locul 1 în clasamentul albumelor din Marea Britanie.
Primele cântece compuse de Turner cu Arctic Monkeys făceau referire la viața de noapte din Marea Britanie, în special primul lor album care este considerat un album conceptual. Ulterior stilul muzical a devenit mai variat mai ales în ultimele trei albume.

### The Last Shadow Puppets
În august 2007, s-a anunțat că Turner va înregistra un album împreună cu Miles Kane, James Ford, și Owen Pallett.
Albumul intitulat The Age of the Understatement a fost lansat pe 21 aprilie 2008 și s-a clasat pe locul întâi în prima săptămână. Către sfârșitul anului 2008 au terminat un turneu, împreună cu Orchestra Filarmonică din Londra debutând la Portsmouth Guildhall pe 19 august.

### Artist solo
Turner a compus și cântă toate cele șase cântece din coloana sonoră a filmului Submarine. Coloana sonoră a fost lansată pe 18 martie 2011.

## Viața personală
Turner a avut o relație de doi ani cu Johanna Bennett, pe atunci studentă la Goldsmiths College, din 2005 până în 2007. Apoi a fost într-o relație de patru ani cu modelul și prezentatoarea Alexa Chung din iulie 2007 până în iulie 2011, în acest răstimp locuind împreună în Londra și New York City. A avut o relație cu Arielle Vandenberg din 2011 până la începutul anului 2014.

## Discografie

### Solo

#### Extended plays
| Titlu     | Detalii                                   | Poziții în topuri | Poziții în topuri | Poziții în topuri |
| Titlu     | Detalii                                   | UK                | FRA               | IRL               |
| --------- | ----------------------------------------- | ----------------- | ----------------- | ----------------- |
| Submarine | - Released: 18 March 2011 - Label: Domino | 35                | 97                | 56                |

### Altele

#### Arctic Monkeys
- 2006 – Whatever People Say I Am, That's What I'm Not
- 2007 – Favourite Worst Nightmare
- 2009 – Humbug
- 2011 – Suck It and See
- 2013 – AM
- 2018 - Tranquility Base Hotel & Casino

#### The Last Shadow Puppets
- 2008 – The Age Of The Understatement

#### Colaborări
- 2007 – Reverend and The Makers – The State of Things (writer and vocalist on "The Machine", co-writer of "He Said He Loved Me" and "Armchair Detective")
- 2007 – Dizzee Rascal – Maths + English ("Temptation")
- 2009 – Matt Helders – Late Night Tales: Matt Helders ("A Choice of Three")
- 2011 – Miles Kane – Colour of the Trap (co-writer of "Rearrange", "Counting Down the Days", "Happenstance", "Telepathy", "Better Left Invisible" and "Colour of the Trap")
- 2012 – Miles Kane – First of My Kind EP (co-writer of "First of My Kind")
- 2013 – Miles Kane – Don't Forget Who You Are (co-writer and bassist on B-side "Get Right")
- 2013 – Queens of the Stone Age – ...Like Clockwork (guest vocalist on "If I Had a Tail")